# NGC 2877
NGC 2877 é uma galáxia  localizada na direcção da constelação de Hydra. Possui uma declinação de +02° 13' 43" e uma ascensão recta de 9 horas, 25 minutos e 47,1 segundos.
A galáxia NGC 2877 foi descoberta em 28 de Março de 1864 por Albert Marth.